# Dame met hoed en verenboa
Dame met hoed en verenboa (Duits: Dame mit Hut und Federboa) is een schilderij van de Oostenrijkse kunstschilder Gustav Klimt, geschilderd in 1909, olieverf op karton, 69 x 55 centimeter groot. Het toont een modieus geklede vrouw in een Parijse sfeer, in een impressionistische stijl die redelijk uniek is in Klimts oeuvre. Het schilderij bevindt zich thans in een privécollectie.

## Context
In de herfst van 1909 maakte Klimt, samen met zijn vriend Carl Moll, een studiereis naar Praag, Parijs en Madrid. De reis markeert het einde van zijn 'gouden' ornamentalistrische periode. In de Spaanse hoofdstad bestudeert hij het werk van Velasquez en Francisco Goya, in Parijs bezoekt hij het Musée Guimet, bewondert Manets Olympia en oriënteert zich op de moderne kunst, die toen nog sterk gedomineerd werd door de impressionisten en postimpressionisten. Terug in Wenen vertelt hij dat die moderne Franse kunst hem niet echt kan bekoren en dat hij in Parijs "veel afschuwelijke werken" heeft gezien. Niettemin is het eerste werk dat hij na zijn terugkeer schildert, het hier besproken Dame met hoed en verenboa, een portret dat volledig in de Franse traditie van die tijd paste. Thematisch sluit het aan bij het werk van Henri Toulouse-Lautrec, qua sfeer zou het zo in Parijs gesitueerd kunnen zijn. Deze stijlverandering zou echter van korte duur zijn. In feite is dit werk min of meer uniek in zijn oeuvre. Al snel na de voltooiing ervan raakte hij opnieuw geïnteresseerd in het ornament, vanaf 1912 vooral ook met Oosterse invloeden.

## Afbeelding
Dame met hoed en verenboa toont een jonge vrouw die pas in 2007 geïdentificeerd werd als Hilde Roth, een roodharig model uit Boedapest, een van de vele modellen die het atelier van Klimt voortdurend bevolkten. Ze beslaat de gehele voorgrond van de compositie en domineert de voorstelling met een suggestieve nabijheid. Opzichtig en modieus gekleed gaat haar figuur nagenoeg geheel schuil achter de verenboa en een grote paarse hoed. Slechts een deel van haar elegant opgemaakte gezicht en haar rossige haar is zichtbaar. Haar lichaam en hoofd zijn frontaal weergegeven, maar haar halfgesloten ogen richten zich afwezig af naar rechts. Deze vlugge, zijdelingse blik kan worden gezien als een poging van de schilder om de spontaniteit van het moment te vangen, een typisch impressionistisch kenmerk. Deze blik heeft echter ook iets van de "femmes fatales" die Klimt eerder portretteerde, hoewel dit model dichter bij de kijker lijkt te staan dan de afstandelijke vrouwen die hij eerder schilderde. Ze lijkt meer werkelijk, raadselachtiger ook.
De invloed van de Franse impressionisten blijkt in de werk niet alleen uit het thema, maar ook uit de uitwerking van het licht en de snelle, open penseelstreken. Klimt schept een dynamisch contrast tussen het in rossige en lichtere kleuren opgezette middenvlak en de donkere gedeeltes erboven en eronder. Het in losse streken weergegeven haar, de zwarte boa en de modieuze hoed geven het portret structuur.
Als altijd besteedde Klimt veel aandacht aan accessoires en kleding, welke hij vaak als typerend beschouwde voor iemands karakter. Hij had veel aandacht voor mode en was via zijn levenspartner Emilie Flöge, modeontwerpster en eigenaresse van een Weense haute-couture-winkel, altijd uitstekend op de hoogte van de laatste trends.

## Historie
Dame met hoed en verenboa werd kort na voltooiing aangekocht door de rijke Joodse zakenman en kunstverzamelaar Georg Lasus (1851-1933) uit Wenen. Eind jaren dertig kwam de familie van Lasus door de Jodenvervolgingen financieel in problemen en was gedwongen een groot aantal van zijn schilderijen te verkopen. Dame met hoed en verenboa werd zwaar onder de prijs van de hand gedaan aan Galerie St. Lucas en vervolgens verworven door de Österreichische Galerie Belvedere te Wenen, waar het tot 2001 zou hangen. In dat jaar werd het door de Oostenrijkse regering overgedragen aan de erven van Lasus, waarna het voor ruim 20 miljoen euro verkocht werd aan een particuliere verzamelaar.